# 밤마다 우는 뻐꾸기
"밤마다 우는 뻐꾸기"는 대한민국에서 제작된 하륜 감독의 1989년 영화이다. 정세일 등이 주연으로 출연하였고 이태재 등이 제작에 참여하였다.

## 출연

### 주연
- 정세일

## 기타
- 조명: 장기종
- 녹음: 유창국